# SEAT 133
SEAT 133 – mały samochód osobowy firmy SEAT produkowany w latach 1974–1979, a w latach 1977–1982 także pod nazwą Fiat 133. Model powstał na podwoziu modelu 850, z którym dzielił także silnik, natomiast nadwozie zaprojektowano wzorując się na modelach Fiat 126 i Fiat 127. Model 133 jako jedyne auto zaprojektowane poza firmą Fiat był sprzedawane pod marką Fiat (na niektórych rynkach).

## Opis modelu SEAT 133

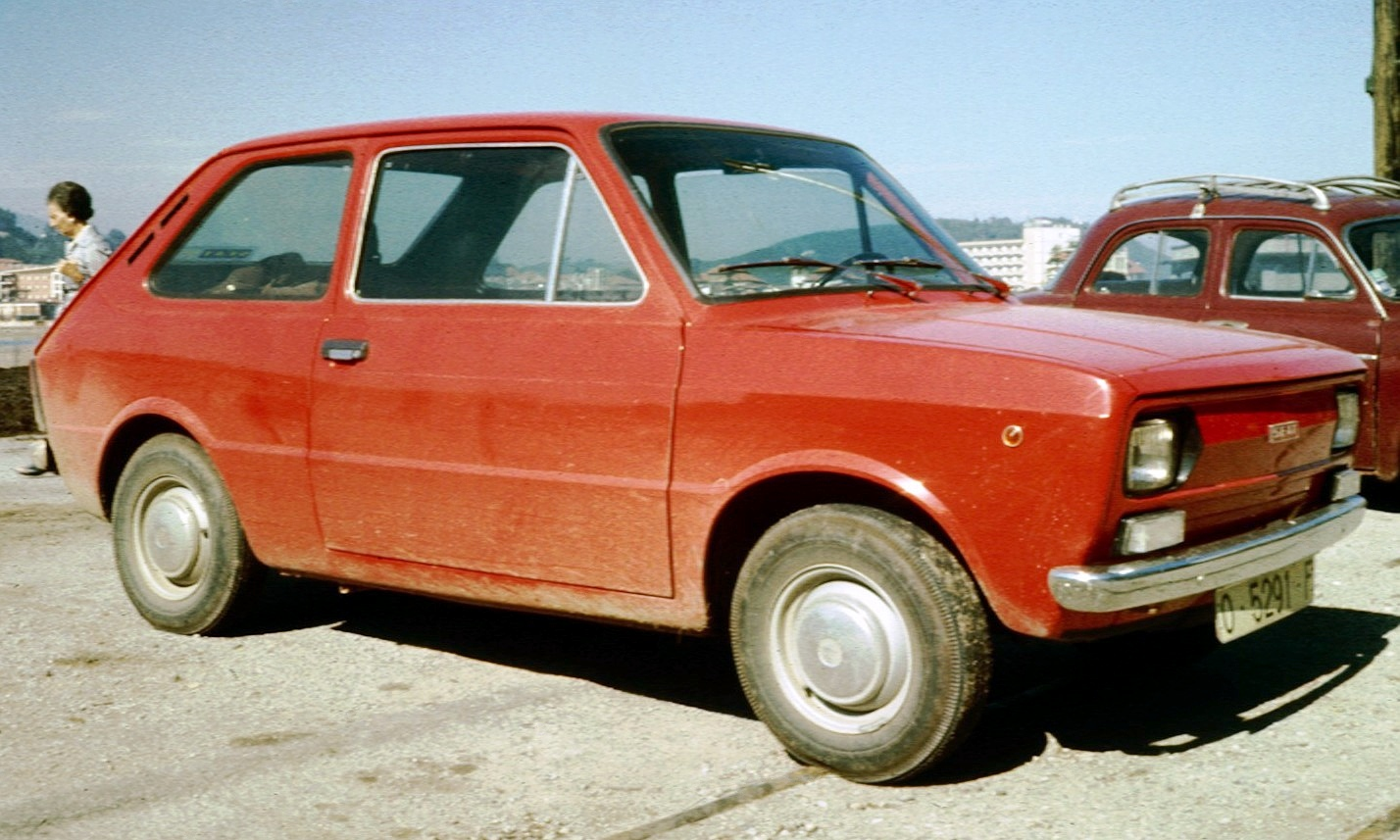
SEAT 133 przed liftingiem

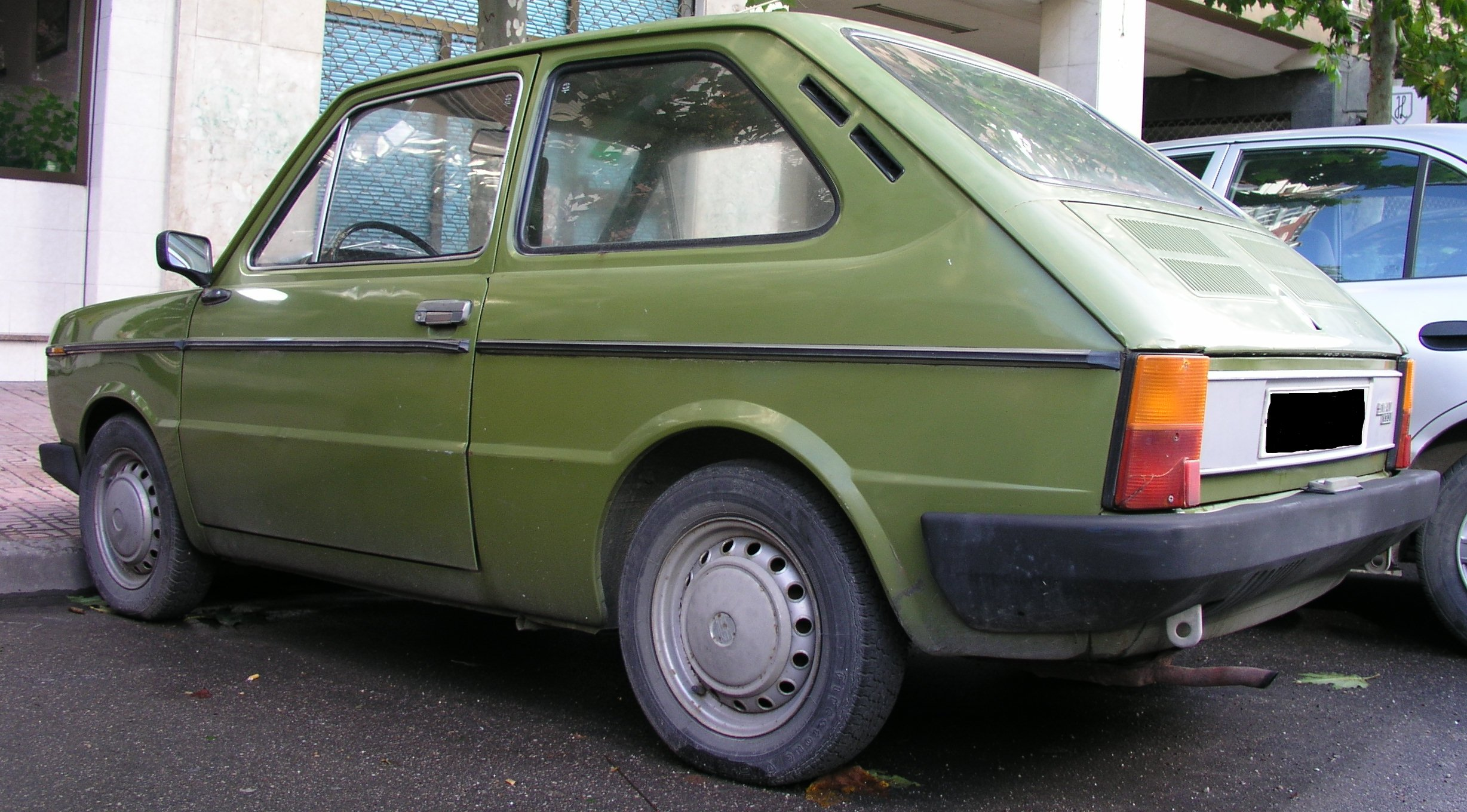
SEAT 133 – tył pojazdu

Fiat/SEAT 133 był kompilacją stylistyczną modeli 126, 127 i 128. Technologia wytłaczania blach (kształtki, wytłoczki, przetłoczenia itd) była wspólna z modelem 127. 133 powstał jako odpowiedź na model 126. Hiszpanie bowiem odrzucili propozycję licencyjnej produkcji tego modelu. 126 nie spełniało ówczesnych wymogów hiszpańskich kierowców. SEAT wciąż produkował model 600 oraz 850. W salonach można było kupić importowane Fiaty 500 jednak nie sprzedawały się tam dość dobrze. Decyzja ta wynikła również z tego, że SEAT nigdy nie produkował modelu 500. 126 jakkolwiek nieco większe w istocie było Fiatem 500 w nieco innej "skórce". Projekt modelu 126 jednak bardzo podobał się inżynierom SEAT-a. Podobał się również potencjalnym nabywcom. Zapadła zatem decyzja o stworzeniu własnego konceptu o stylistyce 126 jednak sporo większego (wymiary prawie jak 127). Gotowa była płyta podłogowa Fiat/SEAT 850. Sporo nowocześniejsza i lepsza od platformy 500/126 choć podobna konstrukcyjnie. Zaprojektowano zatem nowe nadwozie. Inżynierom Fiata tak się spodobał ten model, że sprzedawano to auto pod marką Fiat np. w Niemczech i Belgii. Jako Fiat 133 był też produkowany w Argentynie do 1985 roku. Tam też powstała usportowiona wersja IAVA. Miała silnik o pojemności 903 cm³ i mocy maksymalnej 50 KM, czterobiegową skrzynię biegów oraz obniżone zawieszenie i tarczowe hamulce przednie z modelu Fiat 850 Spider. Prędkość maksymalna wynosiła około 133 km/h. Fiat/SEAT 133 produkowany był również w egipskich zakładach El Nasr do 1994 roku.

## Opis modelu Fiat 133

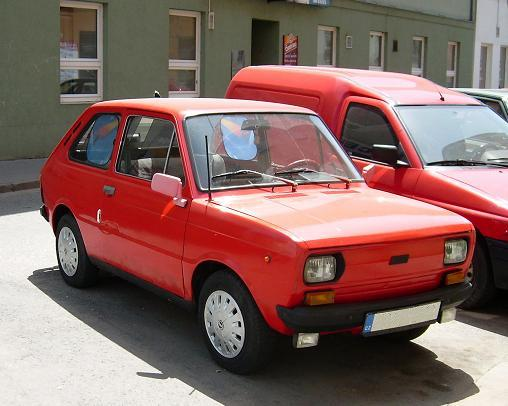
Fiat 133

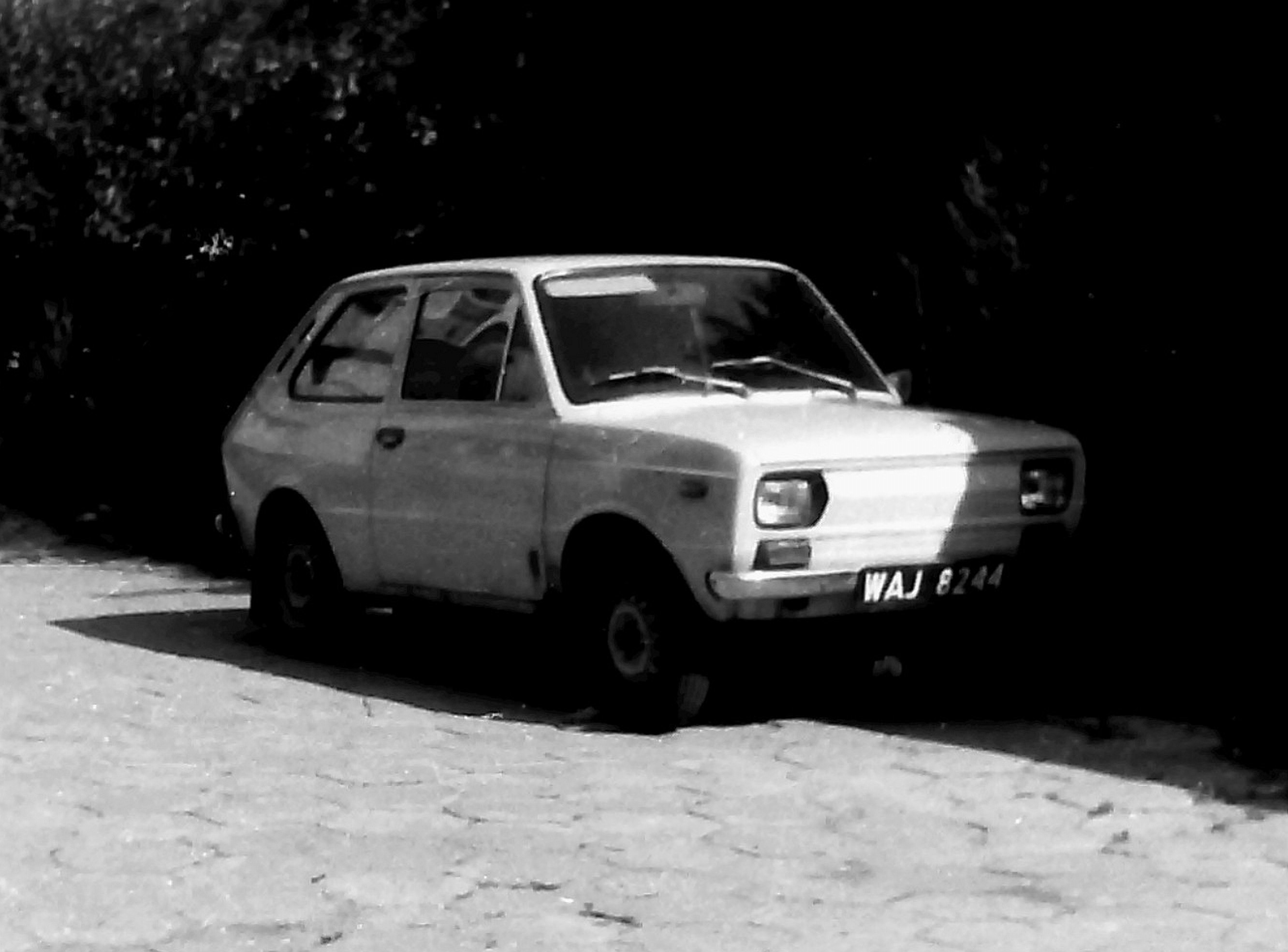
FIAT 133 w Warszawie w latach 80.

Fiat 133 był małym samochodem FIAT-a, skonstruowanym przez hiszpańską firmę SEAT i produkowany przede wszystkim jako SEAT 133 na rynek hiszpański w latach 1974–1980. Jako że w tym okresie firma SEAT należała do koncernu Fiata, na niektórych rynkach oferowano go pod marką Fiat.
Nadwozie z tyłu i z przodu z wyglądu przypominało model 126 a z profilu 127. Konstrukcyjnie bazował na modelu Fiat 850. Czterocylindrowy silnik, umieszczony z tyłu pochodził z modelu 850 Sport Coupe. Miał on pojemność 903 cm³ i rozwijał moc 34, 37 lub 40 KM.
Produkcji zaprzestano po wprowadzeniu na rynek taniego, małego i uniwersalnego modelu Panda, produkowanego również w Hiszpanii jako SEAT Marbella.

## Dane techniczne
| Wersja             | Silnik:                 | Układ zasilania:   | Średnica × skok tłoka: | St. sprężania:     | Moc maksymalna:                    | Maks. moment obrotowy     | 0-100 km/h:        | V-max:             |
| Silniki benzynowe: | Silniki benzynowe:      | Silniki benzynowe: | Silniki benzynowe:     | Silniki benzynowe: | Silniki benzynowe:                 | Silniki benzynowe:        | Silniki benzynowe: | Silniki benzynowe: |
| ------------------ | ----------------------- | ------------------ | ---------------------- | ------------------ | ---------------------------------- | ------------------------- | ------------------ | ------------------ |
| 0.8                | R4 0,8 l (843 cm³), OHV | gaźnik             | 65,00 mm × 68,00 mm    | 7,9:1              | 34 KM (25 kW) przy 4800 obr./min   | 54 N•m przy 3200 obr./min | b/d                | 125 km/h           |
| 0.9                | R4 0,9 l (903 cm³), OHV | gaźnik             | 65,00 mm × 68,00 mm    | 7,80:1             | 39 KM (29 kW) przy 5600 obr./min   | 57 N•m przy 3400 obr./min | b/d                | 130 km/h           |
| 0.9 L              | R4 0,9 l (903 cm³), OHV | gaźnik             | 65,00 mm × 68,00 mm    | 8,40:1             | 39 KM (29 kW) przy 5600 obr./min   | 59 N•m przy 3600 obr./min | b/d                | 130 km/h           |
| 0.9 IAVA           | R4 0,9 l (903 cm³), OHV | gaźnik             | 65,00 mm × 68,00 mm    | 9,40:1             | 50 KM (36,5 kW) przy 6500 obr./min | 69 N•m przy 3500 obr./min | 18,4 s             | 133 km/h           |